# Чидвозеро
Чидво́зеро — озеро в Приморском районе Архангельской области.
Озеро находится на Беломорско-Кулойском плато, в 15 километрах к северо-востоку от озера Ижмозеро. Относится к Двинско-Печорскому бассейновому округу. Площадь озера — 0,6 км², площадь водосборного бассейна — 88,1 км². Из озера вытекает река Чидвия (приток Мудьюги). Впадает — река Верхняя Чидвия. К востоку от озера находится озеро Лещёво. Западнее озера проходит автодорога «Архангельск — Поморье». К северу от озера проходит зимник на Мезень, идущий через Пачозеро, Пачугу и Со́яну.

## Топографические карты
- Лист карты Q-37-29,30 устье р  Лебяжья. Масштаб: 1 : 100 000. Состояние местности на 1983 год. Издание 1990 г.
- Лист карты Q-37-119,120 Семиозёрье. Масштаб: 1 : 100 000. Указать дату выпуска/состояния местности.
- Данные получены с помощью Публичной кадастровой карты на официальном сайте Росреестра.